# Ōpunake
Ōpunake ist ein Ort im South Taranaki District der Region Taranaki auf der Nordinsel von Neuseeland.

## Geographie
Der Ort befindet sich rund 47 km südsüdwestlich von New Plymouth und rund 28 km westnordwestlich von Hawera, am südwestlichen Ausläufer des Mount Taranaki und damit an der Küste der South Taranaki Bight als Teil der Tasmansee. Östlich von Ōpunake fließt der Waiaua River vorbei und mündet südöstlich des Ortes in die Tasmansee. Der New Zealand State Highway 45 führt durch den Ort und verbindet ihn mit New Plymouth und Hawera.

## Geschichte
Die ersten Belege für eine Besiedlung der Gegend um Ōpunake stammen aus dem Jahr 1842, in denen der Māori-Chief Wiremu Kingi Matakatea namentlich genannt wird und mit seinem Stamm das Te Namu Pā bewohnte. Die ersten europäischen Siedler kamen ab 1865 und zwei Jahre später wurde der Ort gegründet. Schwierige Jahre des Zusammenlebens zwischen Pākehā (Weißen) und Māori folgten, da die britische Kolonialregierung in Ōpunake ein Militärcamp errichtete, was den Māori zunächst wenig behagte.
In den späten 1870er Jahre war die Bucht von Ōpunake ein beliebter Ankerplatz für Handelsschiffe, doch die Bedingungen zum Ankern und zum Be- und Entladen der Schiffe waren nicht besonders gut. 1877 sprach man die Regierung zur Unterstützung zum Bau einer Anlegestelle an. Doch es sollte bis 1892 dauern, bis der Bau bewilligt wurde und eine gut 90 m lange Anlegestelle errichtet werden konnte. Zwei Jahre später zerstörten zwei Stürme die Anlage. 1889 wurde ein Harbour Board mit dem Ziel gegründet, eine neue Anlegestelle in der Bucht zu errichten, doch erst 1924 konnte mit einem Neubau eines Kais und zum Schutz der Bucht mit Sicherungsarbeiten begonnen werden. Nach der Fertigstellung im Jahr 1927 konnte der Schiffsverkehr wieder aufgenommen werden. Nach weiteren zahlreichen Schwierigkeiten und einer Havarie eines Dampfers nahe dem Kai wurde der Schiffsverkehr endgültig eingestellt und die Hafenpläne für Ōpunake endgültig aufgegeben. Teile der alten Anlagestelle sind heute noch in der Bucht zu besichtigen.
1881 wurde erstmals ein Postamt in Ōpunake eröffnet und 1901 das erste aus Ziegelsteinen bestehende Haus errichtet. 
Am 12. Juli 1926 wurde eine Eisenbahnstrecke zur Bahnstrecke Marton–New Plymouth eröffnet, die dort bei Te Roti einmündet. Personenverkehr gab es hier bis zum 31. Oktober 1955. Zum 31. Juli 1976 wurde die Strecke zwischen Kapuni und Opunake stillgelegt und anschließend zurückgebaut.

## Bevölkerung
Zum Zensus des Jahres 2013 zählte der Ort 1335 Einwohner, 2,2 % weniger als zur Volkszählung im Jahr 2006.

## Wirtschaft
Ōpunake ist das Dienstleistungszentrum für die den südwestlichen Teil des Küstengebietes der Region Taranaki. Neben der Landwirtschaft mit Milchproduktion spielt auch der Tourismus aufgrund der Strände und der guten Surfbedingungen an der Küste eine nicht unbedeutende Rolle. Ein Holiday Park befindet sich an der Küstes des Ortes.
Im Mai 2006 wurde damit begonnen, 250 m vor der Küste ein künstliches Riff zu errichtet, um die bereits zuvor guten Bedingungen für das Surfen weiter zu verbessern. Die Arbeiten wurden jedoch wegen fehlender Gelder bald abgebrochen, da das Projekt nicht die Versprechen verbesserter Surfbedingungen einhalten konnte, die einst gegeben wurden.

## Persönlichkeiten
- Jim Bolger (* 1935), Politiker (National Party) und 35. Premierminister Neuseelands
- Peter Snell (1938–2019), Leichtathlet, wurde in Ōpunake geboren. Am 19. Mai 2007 wurde ihm im Ort ein Denkmal errichtet.
- Craig Barrett (* 1971), Geher

## Fotogalerie

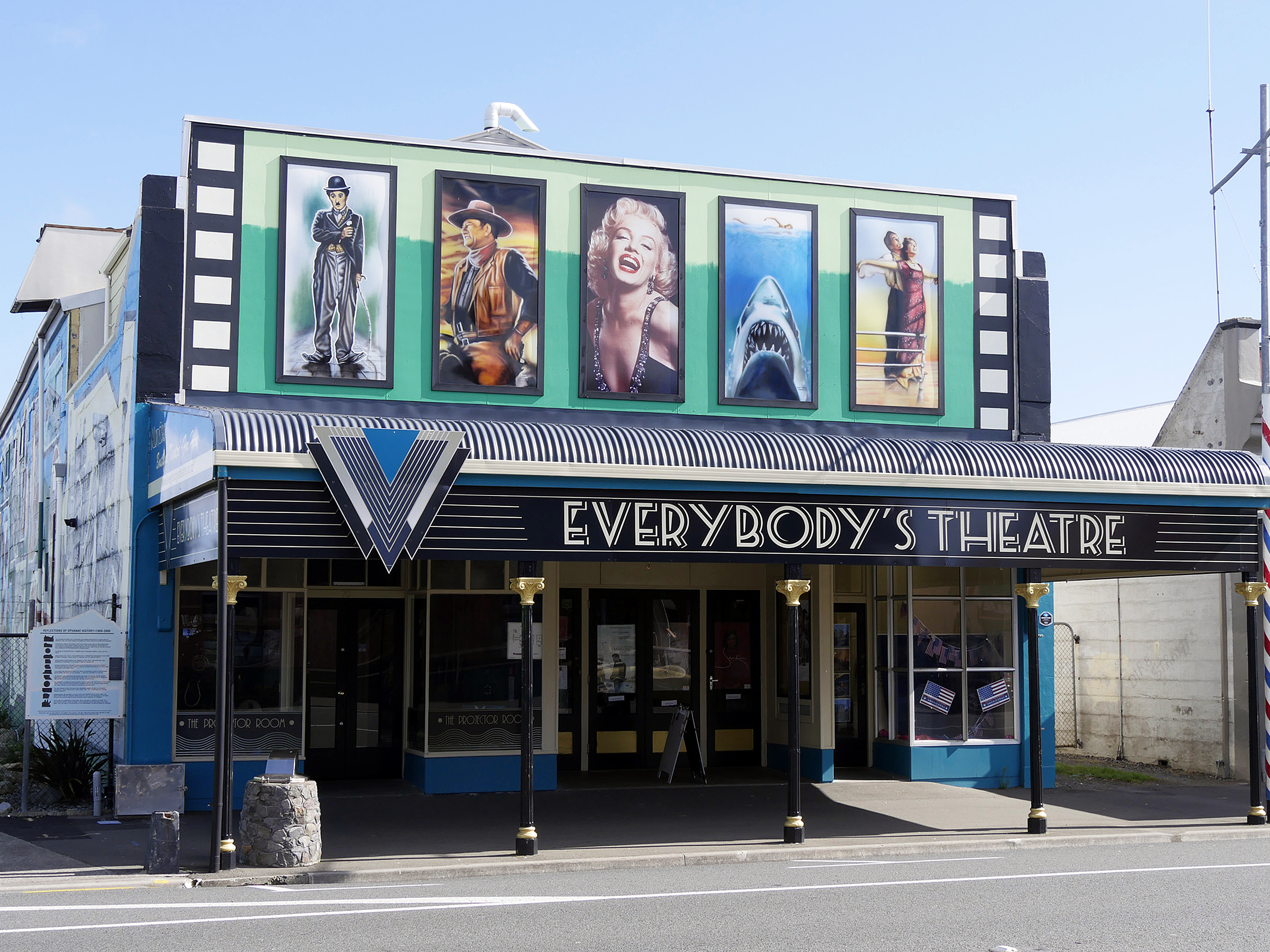
Everybody's Theatre in Ōpunake
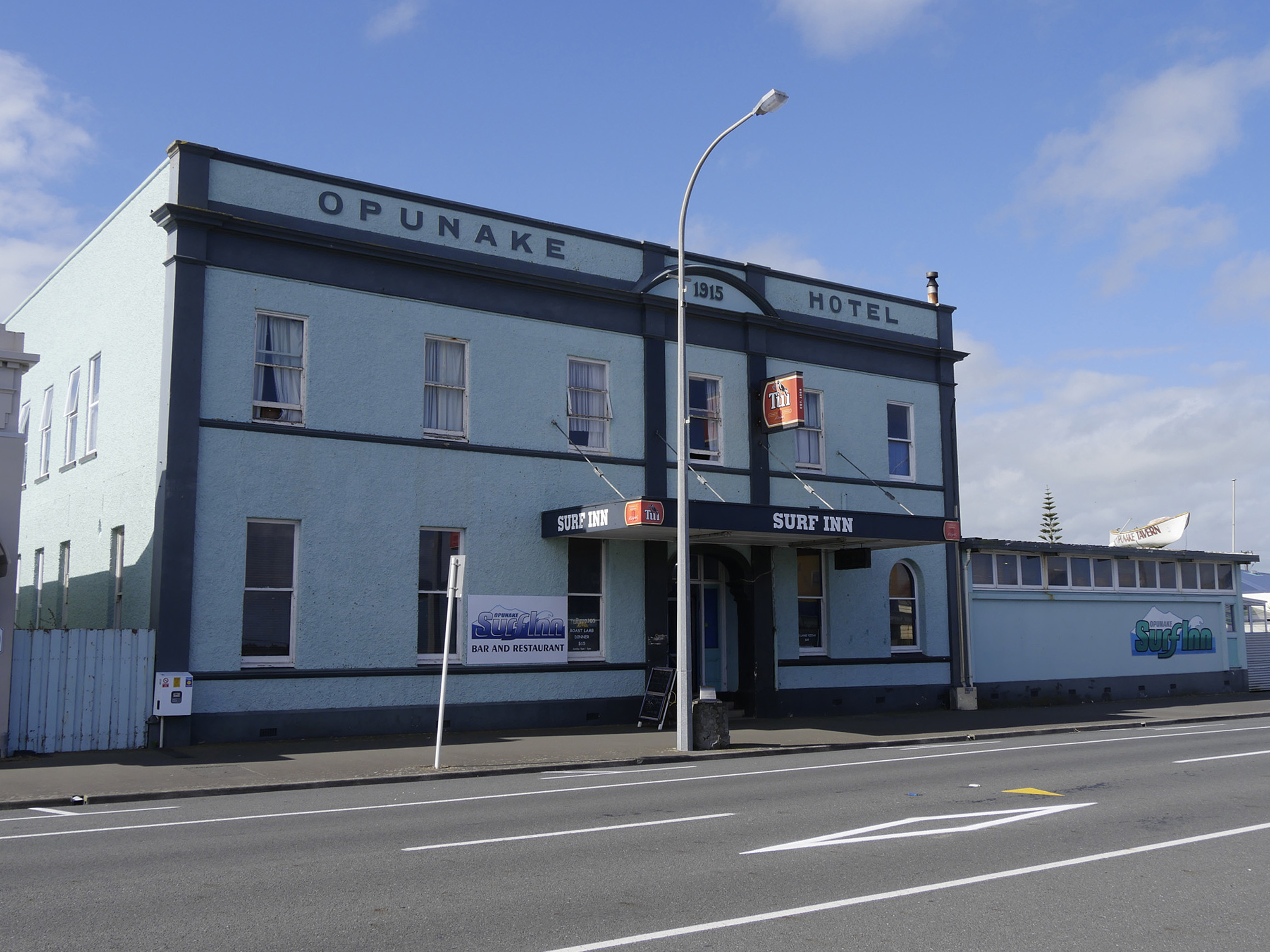
Ōpunake Hotel
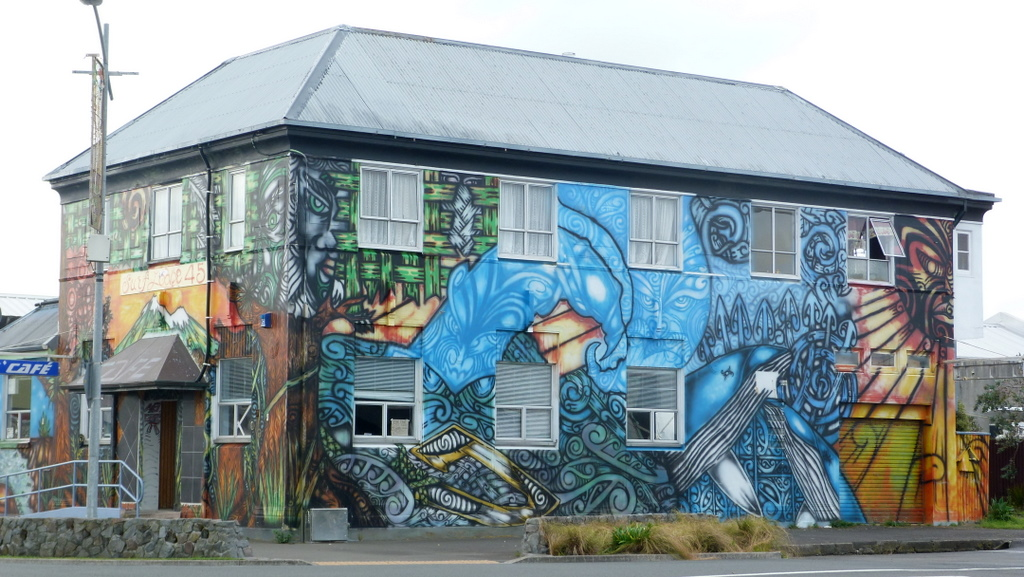
Surf Lodge
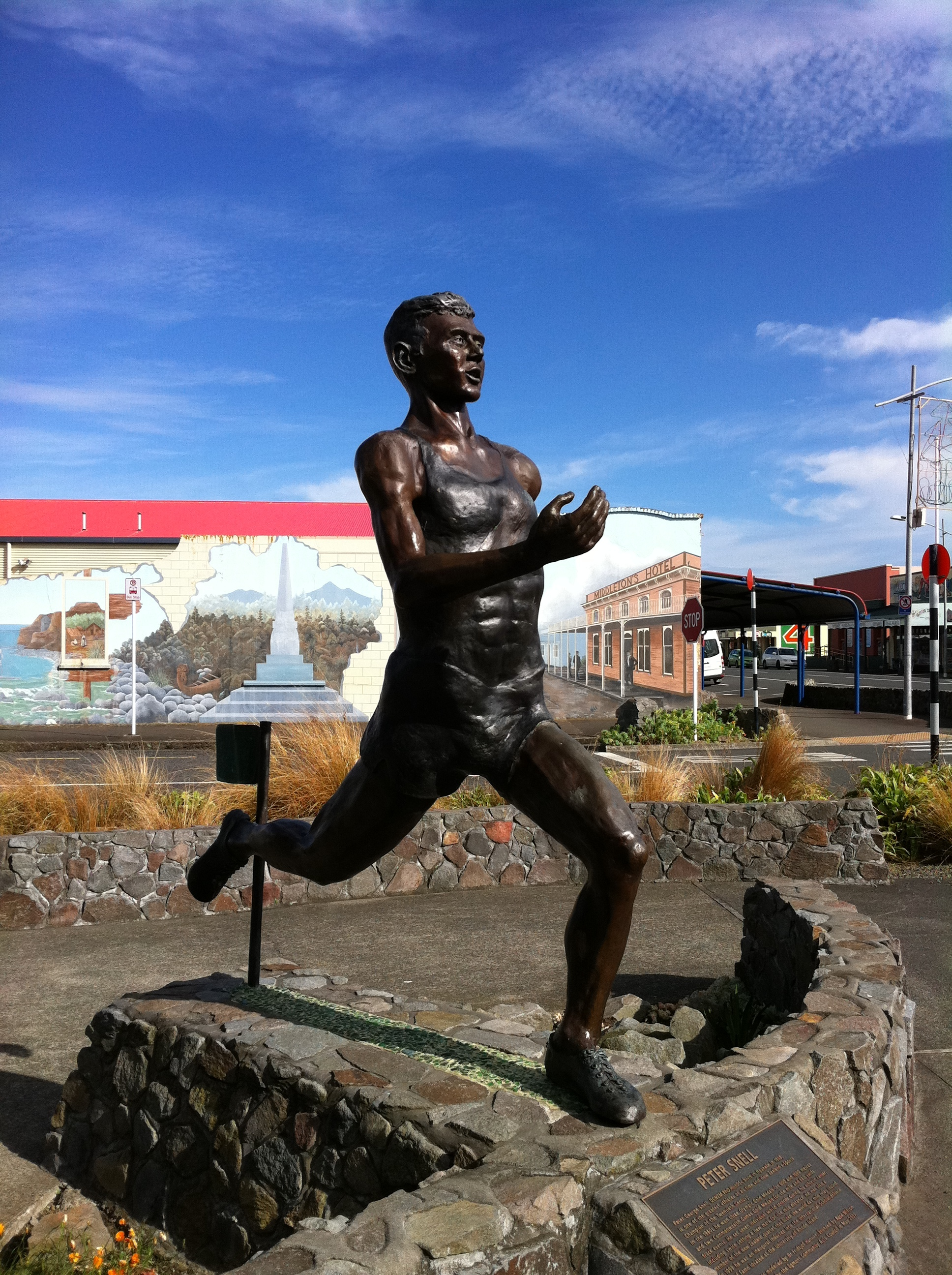
Denkmal zu Ehren von Peter Snell